# American-Football-Europameisterschaft 2005
An der American-Football-Europameisterschaft 2005 nahmen insgesamt elf Mannschaften teil, die in drei Gruppen eingeteilt waren. Die drei Gruppen trugen ihrer Stärke entsprechend in drei aufeinander folgenden Jahren ein Turnier aus, so dass die Europameisterschaft bereits 2003 begann. Der jeweilige Turniersieger qualifizierte sich für die nächsthöhere Gruppe und nahm so am Turnier im darauf folgenden Jahr wiederum teil.

## Gruppe A
Die eigentliche Europameisterschaft wurde vom 28. bis zum 30. Juli 2005 im schwedischen Malmö im Play-off-Modus ausgetragen.
Alle Spiele wurden im Malmö Hästhagens Idrottsplats ausgetragen.
Die teilnehmende Mannschaften an der Endrunde (Gruppe A) waren:
- Schweden (Gastgeber)
- Deutschland (Titelverteidiger)
- Finnland
- Großbritannien (Sieger Gruppe B, 2004)

### Halbfinale
| Datum         | Kickoff | Team 1      | Ergebnis                   | Team 2         | Stadion                               |
| ------------- | ------- | ----------- | -------------------------- | -------------- | ------------------------------------- |
| 28. Juli 2005 | 14:00   | Deutschland | 34:0 (7:0, 7:0, 7:0, 13:0) | Großbritannien | Malmö Hästhagens IP, Malmö (Schweden) |
| 28. Juli 2005 | 18:00   | Finnland    | 19:23 (9:0, 7:9, 3:7, 0:7) | Schweden       | Malmö Hästhagens IP, Malmö (Schweden) |

### Spiel um Platz 3
| Datum         | Kickoff | Team 1   | Ergebnis                    | Team 2         | Stadion                               |
| ------------- | ------- | -------- | --------------------------- | -------------- | ------------------------------------- |
| 30. Juli 2005 | 13:00   | Finnland | 34:12 (7:0, 20:6, 7:0, 0:6) | Großbritannien | Malmö Hästhagens IP, Malmö (Schweden) |

### Finale
| Datum         | Kickoff | Team 1   | Ergebnis                  | Team 2      | Stadion                               |
| ------------- | ------- | -------- | ------------------------- | ----------- | ------------------------------------- |
| 30. Juli 2005 | 18:00   | Schweden | 16:7 (0:7, 7:0, 0:0, 9:0) | Deutschland | Malmö Hästhagens IP, Malmö (Schweden) |

## Gruppe B
Das Turnier der Gruppe B fand im August 2004 im französischen Amiens statt. Das Turnier wurde als Rundenturnier ausgetragen. Sieger des Turniers wurde Großbritannien, das sich damit für die eigentliche Endrunde qualifizierte.
Die Spiele wurden allesamt im Stade Moulonguet in Amiens ausgetragen.
Die teilnehmende Mannschaften der Gruppe B waren:
- Frankreich (Gastgeber)
- Großbritannien
- Spanien
- Russland (Sieger Gruppe C, 2003)

### Spiele
| Datum           | Kickoff | Team 1         | Ergebnis | Team 2         | Stadion                               |
| --------------- | ------- | -------------- | -------- | -------------- | ------------------------------------- |
| 23. August 2004 | 14:00   | Frankreich     | 28:0     | Spanien        | Stade Moulonguet, Amiens (Frankreich) |
| 23. August 2004 | 19:00   | Großbritannien | 24:21    | Russland       | Stade Moulonguet, Amiens (Frankreich) |
| 25. August 2004 | 14:00   | Spanien        | 0:41     | Großbritannien | Stade Moulonguet, Amiens (Frankreich) |
| 25. August 2004 | 19:00   | Russland       | 6:19     | Frankreich     | Stade Moulonguet, Amiens (Frankreich) |
| 28. August 2004 | 14:00   | Spanien        | 6:31     | Russland       | Stade Moulonguet, Amiens (Frankreich) |
| 28. August 2004 | 19:00   | Großbritannien | 18:17    | Frankreich     | Stade Moulonguet, Amiens (Frankreich) |

### Abschlusstabelle
|    | Team           | Sp | Punkte | TD    | Diff. |
| -- | -------------- | -- | ------ | ----- | ----- |
| 1. | Großbritannien | 3  | 6:0    | 83:38 | +45   |
| 2. | Frankreich     | 3  | 4:2    | 64:24 | +40   |
| 3. | Russland       | 3  | 2:4    | 58:49 | +9    |
| 4. | Spanien        | 3  | 0:6    | 6:100 | −94   |

## Gruppe C
Das Turnier der Gruppe C fand vom 27. Juli bis zum 2. August 2003 im dänischen Kopenhagen statt. Für Tschechien war es das erste Mal, dass sie an einem internationalen Wettbewerb mit einer Nationalmannschaft teilnahmen. Als Sieger des Turniers und damit Qualifikant für die Gruppe B ging das recht junge Team aus Russland hervor, das sich im Finale gegen den Turnierfavoriten aus Italien durchsetzte.
Die teilnehmende Mannschaften der Gruppe C waren:
- Dänemark (Gastgeber)
- Italien
- Niederlande
- Russland
- Tschechien

### Vorrundenspiele
| Datum         | Kickoff | Team 1      | Ergebnis                                        | Team 2      |
| ------------- | ------- | ----------- | ----------------------------------------------- | ----------- |
| 27. Juli 2003 | 18:00   | Dänemark    | 3:7 (3:0, 0:7, 0:0, 0:0) Bericht, Statistik     | Tschechien  |
| 29. Juli 2003 | 14:00   | Tschechien  | 14:28 Bericht, Statistik                        | Italien     |
| 29. Juli 2003 | 18:00   | Niederlande | 10:28 (0:14, 2:0, 0:14, 8:0) Bericht, Statistik | Russland    |
| 31. Juli 2003 | 14:00   | Italien     | 63:21 Bericht, Statistik                        | Niederlande |
| 31. Juli 2003 | 18:00   | Russland    | 42:15 Bericht, Statistik                        | Dänemark    |

### Vorrundentabelle
|    | Team        | Sp | Punkte | TD    | Diff. |
| -- | ----------- | -- | ------ | ----- | ----- |
| 1. | Italien     | 2  | 4:0    | 91:35 | +56   |
| 2. | Russland    | 2  | 4:0    | 70:25 | +45   |
| 3. | Tschechien  | 2  | 2:2    | 21:31 | −10   |
| 4. | Dänemark    | 2  | 0:4    | 18:49 | −31   |
| 5. | Niederlande | 2  | 0:4    | 31:91 | −60   |

### Spiel um Platz 3
| Datum          | Kickoff | Team 1   | Ergebnis        | Team 2     |
| -------------- | ------- | -------- | --------------- | ---------- |
| 2. August 2003 | 12:00   | Dänemark | 20:45 Statistik | Tschechien |

### Finale
| Datum          | Kickoff | Team 1  | Ergebnis                 | Team 2   |
| -------------- | ------- | ------- | ------------------------ | -------- |
| 2. August 2003 | 16:00   | Italien | 35:43 Bericht, Statistik | Russland |